# Chien (astrologie chinoise)
 (signalé en juillet 2025).
Si vous disposez d'ouvrages ou d'articles de référence ou si vous connaissez des sites web de qualité traitant du thème abordé ici, merci de compléter l'article en donnant les références utiles à sa vérifiabilité et en les liant à la section « Notes et références ».
- Archive Wikiwix
- Bing
- Cairn
- DuckDuckGo
- E. Universalis
- Gallica
- Google
- G. Books
- G. News
- G. Scholar
- Persée
- Qwant
- (zh) Baidu
- (ru) Yandex
- (wd) trouver des œuvres sur Wikidata

Pour les articles homonymes, voir Chien (homonymie).

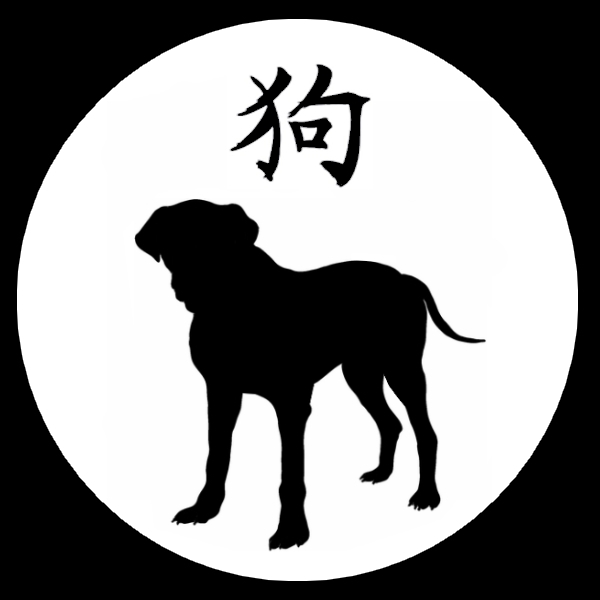
Signe astrologique chinois du chien.

Le Chien est le onzième sur douze animaux dans l'ordre d'arrivée qui apparaît dans le zodiaque chinois, lié au calendrier chinois.
Il correspond à la branche terrestre Xu.
| 10 février 1910 | 29 janvier 1911  | Chien de métal |
| 28 janvier 1922 | 15 février 1923  | Chien d'eau    |
| 14 février 1934 | 3 février 1935   | Chien de bois  |
| 2 février 1946  | 21 janvier 1947  | Chien de feu   |
| 18 février 1958 | 7 février 1959   | Chien de terre |
| 6 février 1970  | 26 janvier 1971  | Chien de métal |
| 25 janvier 1982 | 12 février 1983  | Chien d'eau    |
| 10 février 1994 | 30 janvier 1995  | Chien de bois  |
| 29 janvier 2006 | 17 février 2007  | Chien de feu   |
| 16 février 2018 | 4 février 2019   | Chien de terre |
| 2 février 2030  | 22 janvier 2031  | Chien de métal |
| 22 janvier 2042 | 9 février 2043   | Chien d'eau    |
| 8 février 2054  | 27 janvier 2055  | Chien de bois  |
| 26 janvier 2066 | 13 février 2067  | Chien de feu   |
| 12 février 2078 | 1er février 2079 | Chien de terre |
| 30 janvier 2090 | 17 février 2091  | Chien de métal |
| 17 février 2102 | 6 février 2103   | Chien d'eau    |